# ACF Fiorentina
Associazione Calcio Firenze Fiorentina, zkráceně jen Fiorentina je italský fotbalový klub hrající v sezóně 2025/26 v 1. italské fotbalové lize sídlící ve městě Florencie v regionu Toskánsko.

## Historie klubu
Dnešní klub, znovu založený v roce 2002, je pokračovatelem historického sdružení, které vzniklo 29. srpna 1926 spojením klubu PGF Libertas a Club Sportivo Firenze. Ty daly název Associazione Calcio Fiorentina. Na začátku byly oficiální barvy bílá a červená. V nejvyšší soutěži klub prvně hrál již v sezoně 1928/29, ale hned sestoupil do 2. ligy. Od sezony 1929/30 začali hrát v tradiční fialové barvě. V ročníku 1934/35 klub reprezentoval na nadnárodní úrovni: bojoval o Středoevropský pohár. Dosáhl čtvrtfinále. To už hrál opět v nejvyšší lize, kterou do konce války opustil jednou (1937/38). Nejlepším umístění bylo 3. místo (1941/41).
První titul v nejvyšší lize byl v sezoně 1955/56 když zvítězil o 12 bodů před Milánem. Jako obhájci titulu poté obsadili druhou příčku, když nestačili na Milán. Na evropské scéně se klub objevil v ročníku 1956/57 v poháru PMEZ a dokráčel do finále kde prohrál nad španělským klubem Real Madrid 2:0. Až do sezony 1959/60 dokráčeli fialky v nejvyšší lize na druhé místo. Ročník 1960/61 byl velmi úspěšný. Klub hrál o pohár PVP, kde se ve finále utkal se skotským klubem Rangers FC. Dvě utkání vyhráli (2:0, 2:1) a získali tak první evropskou trofej. Na domácí scéně získali v italský pohár po vítězství ve finále nad Lazio 2:0. Jako obhájci trofeje o pohár PVP dokráčel opět do finále, kde ale podlehl španělským klubem Atlético Madrid (1:1, 0:3). Další italský pohár získává v ročníku 1965/66, když porazil ve finále v prodloužení 2:1 Catanzaro. V Středoevropském poháru porazil ve finále československý Trenčín 1:0.
Druhý titul v nejvyšší lize vyhrál v sezoně 1968/69 když poráží o čtyři body kluby z Cagliari a Milána. Od získání titulu až po sestup v sezoně 1992/93 získává klub jednou italský pohár (1974/75), umísťuje se nejvyšší lize tři krát na medailových příčkách a na evropské scéně se nejdál dostává do finále v poháru UEFA (1989/90). Po vítězství ve 2. lize fialky sezonu 1995/96 dokončili na 4. místě a zvítězí v italském poháru. V ročníku 1996/97 se v poháru PVP probojovali do semifinále kde je vyřadil budoucí vítěz Barcelona (1:1, 0:2). To už klub vlastnil od roku 1993 filmový producent Mario Cecchi Gori. Po jeho smrti se klubu ujímá jeho syn Vittorio Cecchi Gori. Poslední velké vítězství klub slavil v ročníku 2000/01 když vyhráli italský pohár.
Po sezoně 2000/01 zahájil civilní soud ve Florencii konkurzní řízení proti klubu, která se přes prodeje svých nejznámějších hráčů jako Gabriel Batistuta, Rui Costa a Francesco Toldo ocitlo ve vážné rozpočtové krizi. V této obtížné finanční situaci klub sezonu 2001/02 dohrává, ale konči na sestupové příčce. Následně klub nemohl z důvodu nezaplacení mezd a špatné finanční hospodaření, hrát ve 2. lize. Poté klub vyhlásil bankrot. Byl založen klub nový díky městu Florencie. Stalo se tak 1. srpna roku 2002 a klub se jmenoval Fiorentina 1926 Florentia s účastí ve 4. lize. Zanedlouho klub koupil Diego Della Valle a přejmenoval ji na Florentia Viola. Název se změnil po postupu do 2. ligy na ACF Fiorentina.
Sezonu 2004/05 začali hrát již nejvyšší ligu. Kvůli účasti v korupčním skandálu po sezoně 2005/06 byl spolu s Juventusem a Laziem přeřazen do 2. ligy. Navíc mu bylo v sezóně 2006/07 odečteno 12 bodů a nesměl se zúčastnit LM. Odvolací soud mu však trest zmírnil, a nakonec nebyl přeřazen do 2. ligy, bylo mu však odečteno 19 bodů v sezóně 2006/07 a zpětně mu bylo odečteno 30 bodů v sezóně 2005/06. To obnášelo v sezóně 2005/06 pád ze 4. místa na 10. místo. Sezónu 2006/07 nakonec ukončil i s 15 bodovou ztrátou, na 15. místě (bez odečtu na třetím).
V ročníku 2007/08 klub hrál Pohár UEFA kde dokráčel do semifinále. Tam jej vyřadil Skotský Rangers až na penalty. V lize se fialky umístili na 4. místě a kvalifikovali se do LM. Tam se umístili na 3. místě v základní skupině a zajistili si hraní v poháru UEFA kde končí v šestnáctifinále. Velký úspěch zaznamenali v sezoně 2009/10. V základní skupině LM všechny překvapili, když celou skupinu vyhráli. Památné je především vítězství nad Liverpoolem . V osmifinále byl soupeřem německý Bayern, se kterým svedla velice vyrovnanou bitvu, nicméně venku prohrála 1:2, doma vyhrála 3:2 a ze soutěže tak vypadla kvůli zvýhodnění gólu vstřeleného venku. Dne 6. června 2019 Diego Della Valle prodal klub americkému podnikateli Rocco Commisso. 
S novým vedením a trenérem (Vincenzo Italiano) se nejprve v sezoně 2021/22 probojovali do semifinále italského poháru a v následující sezoně prohrál ve finále s Interem. Také se kvalifikoval do (Evropské konferenční ligy) kde dva krát po sobě hrál finále. V prvním finále prohrál s West Hamem (1:2) a ve druhém finále také prohrál v prodloužení s Olympiakosem (0:1). 
Nejvyšší soutěž již hraje 89 sezonu (nepřetržitě od sezony 2004/05).
Ve 2. lize klub odehrál 7 sezon a vyhrál ji 3x.

## Změny názvu klubu
- - 1926/27 – 2001/02 – AC Fiorentina (Associazione Calcio Fiorentina)
  - 2002/03 – Florentia Viola (Florentia Viola)
  - 2003/04 – ACF Fiorentina (Associazione Calcio Firenze Fiorentina)

## Získané trofeje

### Vyhrané domácí soutěže
- 1. italská liga ( 2x )

1955/56, 1968/69
- 2. italská liga ( 3x )

1930/31, 1938/39, 1993/94
- 4. italská liga ( 1x )

2002/03
- Italský pohár ( 6x )

1939/40, 1960/61, 1965/66, 1974/75, 1995/96, 2000/01
- Italský superpohár ( 1x )

1996

### Vyhrané mezinárodní soutěže
- PVP ( 1x )

1960/61
- Středoevropský pohár ( 1× )

1966

#### Medailové umístění
| Medaile umístění               | Sezona                                                                 |
| ------------------------------ | ---------------------------------------------------------------------- |
| Serie A                        | 1955/56, 1968/69                                                       |
| Serie A                        | 1956/57, 1957/58, 1958/59, 1959/60, 1981/82                            |
| Serie A                        | 1934/35, 1940/41, 1953/54, 1961/62, 1976/77, 1983/84, 1995/96, 1998/99 |
| Italský pohár                  | 1939/40, 1960/61, 1965/66, 1974/75, 1995/96, 2000/01                   |
| Italský pohár                  | 1958, 1959/60, 1998/99, 2013/14, 2022/23                               |
| Italský superpohár             | 1996                                                                   |
| Italský superpohár             | 2001                                                                   |
| PVP                            | 1960/61                                                                |
| PVP                            | 1961/62                                                                |
| PMEZ                           | 1956/57                                                                |
| Pohár UEFA                     | 1989/90                                                                |
| Evropská konferenční liga UEFA | 2022/23, 2023/24                                                       |
| Středoevropský pohár           | 1966                                                                   |
| Středoevropský pohár           | 1965, 1971/72                                                          |

## Soupiska
Aktuální k 4. 2. 2025
| Číslo |            | Pozice | Hráč                   |
| ----- | ---------- | ------ | ---------------------- |
| 1     | Itálie     | B      | Pietro Terracciano     |
| 2     | Brazílie   | O      | Dodô                   |
| 4     | Itálie     | Z      | Edoardo Bove           |
| 5     | Chorvatsko | O      | Marin Pongračić        |
| 6     | Itálie     | O      | Luca Ranieri (kapitán) |
| 8     | Itálie     | Z      | Rolando Mandragora     |
| 9     | Argentina  | Ú      | Lucas Beltrán          |
| 10    | Island     | Ú      | Albert Guðmundsson     |
| 15    | Itálie     | O      | Pietro Comuzzo         |
| 17    | Itálie     | Ú      | Nicolò Zaniolo         |
| 18    | Španělsko  | O      | Pablo Marí             |
| 20    | Itálie     | Ú      | Moise Kean             |

| Číslo |           | Pozice | Hráč               |
| ----- | --------- | ------ | ------------------ |
| 21    | Německo   | O      | Robin Gosens       |
| 22    | Argentina | O      | Matías Moreno      |
| 23    | Itálie    | Z      | Andrea Colpani     |
| 24    | Maroko    | Z      | Amir Richardson    |
| 27    | Itálie    | Z      | Cher Ndour         |
| 29    | Francie   | Z      | Yacine Adli        |
| 30    | Itálie    | B      | Tommaso Martinelli |
| 32    | Itálie    | Z      | Danilo Cataldi     |
| 43    | Španělsko | B      | David De Gea       |
| 44    | Itálie    | Z      | Nicolò Fagioli     |
| 65    | Itálie    | O      | Fabiano Parisi     |
| 90    | Itálie    | Z      | Michael Folorunsho |

## Účast v ligách
| Úroveň soutěže | Název soutěže (nynější název) | První hraná sezona | Poslední hraná sezona | celkem odehraných sezon |
| -------------- | ----------------------------- | ------------------ | --------------------- | ----------------------- |
| 1              | Serie A                       | 1928/29            | 2025/26               | 90                      |
| 2              | Serie B                       | 1926/27            | 2003/04               | 7                       |
| 4              | Serie D                       | 2002/03            | 2002/03               | 1                       |

Historická tabulka Serie A od sezony 1929/30 do 2024/25.
| Celkové místo | Odehraných sezon | Celkem bodů | Celkem zápasů | Celkem výher | Celkem remíz | Celkem proher | Celkové skore |
| ------------- | ---------------- | ----------- | ------------- | ------------ | ------------ | ------------- | ------------- |
| 5             | 87               | 3620        | 2952          | 1169         | 894          | 889           | 4115:3424     |

## Tabulky

### Podle oficiálních zápasů
| Celkový počet zápasů | Celkový počet zápasů | Celkový počet zápasů |  | V lize | V lize              | V lize |  | V domácím poháru | V domácím poháru    | V domácím poháru |  | V Evropských pohárech | V Evropských pohárech    | V Evropských pohárech |
| Pořadí               | Jméno                | Počet                |  | Pořadí | Jméno               | Počet  |  | Pořadí           | Jméno               | Počet            |  | Pořadí                | Jméno                    | Počet                 |
| 1.                   | Giancarlo Antognoni  | 429                  |  | 1.     | Giancarlo Antognoni | 340    |  | 1.               | Giancarlo Antognoni | 60               |  | 1.                    | Rolando Mandragora       | 43                    |
| 2.                   | Giuseppe Brizi       | 389                  |  | 2.     | Giuseppe Chiappella | 329    |  | 2.               | Giovanni Galli      | 58               |  | 2.                    | Nenad Tomović            | 34                    |
| 3.                   | Claudio Merlo        | 377                  |  | 3.     | Sergio Cervato      | 317    |  | 3.               | Renzo Contratto     | 56               |  | 3.                    | Borja Valero             | 33                    |
| 4.                   | Kurt Hamrin          | 362                  |  | 4.     | Manuel Pasqual      | 302    |  | 4.               | Giacarlo Galdiolo   | 52               |  | 4.                    | Cristiano Biraghi        | 33                    |
| 5.                   | Giuseppe Chiappella  | 357                  |  | 5.     | Kurt Hamrin         | 289    |  | 5.               | Celeste Pin         | 52               |  | 5.                    | Sébastien Frey           | 32                    |
| 6.                   | Manuel Pasqual       | 356                  |  | 6.     | Giuseppe Brizi      | 280    |  | 6.               | Claudio Merlo       | 50               |  | 6.                    | Gonzalo Javier Rodríguez | 32                    |
| 7.                   | Giancarlo De Sisti   | 354                  |  | 7.     | Gabriel Batistuta   | 269    |  | 7.               | Giancarlo De Sisti  | 46               |  | 7.                    | Christian Kouamé         | 32                    |
| 8.                   | Sergio Cervato       | 340                  |  | 8.     | Francesco Toldo     | 266    |  | 8.               | Giuseppe Brizi      | 46               |  | 8.                    | Jonathan Ikoné           | 32                    |
| 9.                   | Francesco Toldo      | 337                  |  | 9.     | Giovanni Galli      | 259    |  | 9.               | Franco Superchi     | 44               |  | 9.                    | Manuel Pasqual           | 31                    |
| 10.                  | Gabriel Batistuta    | 332                  |  | 10.    | Claudio Merlo       | 257    |  | 10.              | Francesco Toldo     | 42               |  | 10.                   | Luca Ranieri             | 31                    |

### Podle vstřelených branek
| Celkový počet branek | Celkový počet branek | Celkový počet branek |  | V lize | V lize                        | V lize |  | V domácím poháru | V domácím poháru                      | V domácím poháru |  | V Evropských pohárech | V Evropských pohárech | V Evropských pohárech |
| Pořadí               | Jméno                | Počet                |  | Pořadí | Jméno                         | Počet  |  | Pořadí           | Jméno                                 | Počet            |  | Pořadí                | Jméno                 | Počet                 |
| 1.                   | Kurt Hamrin          | 208                  |  | 1.     | Gabriel Batistuta             | 152    |  | 1.               | Gabriel Batistuta                     | 24               |  | 1.                    | Kurt Hamrin           | 12                    |
| 2.                   | Gabriel Batistuta    | 207                  |  | 2.     | Kurt Hamrin                   | 151    |  | 2.               | Roberto Baggio                        | 15               |  | 2.                    | Adrian Mutu           | 11                    |
| 3.                   | Miguel Montuori      | 84                   |  | 3.     | Miguel Montuori               | 71     |  | 3.               | Kurt Hamrin                           | 15               |  | 3.                    | Gabriel Batistuta     | 11                    |
| 4.                   | Giancarlo Antognoni  | 72                   |  | 4.     | Giancarlo Antognoni           | 61     |  | 4.               | Luciano Chiarugi                      | 13               |  | 4.                    | Alberto Gilardino     | 10                    |
| 5.                   | Adrian Mutu          | 69                   |  | 5.     | Alberto Galassi               | 61     |  | 5.               | Paolo Monelli                         | 13               |  | 5.                    | Nicolás González      | 10                    |
| 6.                   | Gianfranco Petris    | 64                   |  | 6.     | Luca Toni                     | 55     |  | 6.               | Gianfranco Petris                     | 13               |  | 6.                    | Rolando Mandragora    | 8                     |
| 7.                   | Alberto Galassi      | 63                   |  | 7.     | Adrian Mutu                   | 54     |  | 7.               | Claudio Desolati                      | 10               |  | 7.                    | Federico Bernardeschi | 8                     |
| 8.                   | Alberto Gilardino    | 63                   |  | 8.     | Giuseppe Virgili              | 54     |  | 8.               | Giancarlo Antognoni                   | 10               |  | 8.                    | Antonín Barák         | 8                     |
| 9.                   | Giuseppe Virgili     | 62                   |  | 9.     | Alberto Gilardino             | 52     |  | 9.               | Rui Costa                             | 10               |  | 9.                    | Arthur Cabral         | 8                     |
| 10.                  | Christian Riganò     | 62                   |  | 10.    | Vinicio Viani+ Dušan Vlahović | 44     |  | 10.              | Giancarlo De Sisti+ Giampaolo Pazzini | 9                |  | 10.                   | Khouma El Babacar     | 8                     |

- poznámka

aktivní

### Rekordní přestupy
| Nákup  | Nákup            | Nákup     | Nákup     | Nákup           |  | Prodej | Prodej                | Prodej    | Prodej          | Prodej          |
| Pořadí | Jméno            | sezona    | klub      | částka          |  | Pořadí | Jméno                 | sezona    | klub            | částka          |
| 1.     | Nicolás González | 2021/2022 | Stuttgart | 27,37 mil. Euro |  | 1.     | Dušan Vlahović        | 2021/2022 | Juventus        | 83,5 mil. Euro  |
| 2.     | Juan Cuadrado    | 2013/2014 | Udinese   | 20 mil. Euro    |  | 2.     | Federico Chiesa       | 2022/2023 | Juventus        | 44,6 mil. Euro  |
| 3.     | Sufján Amrabat   | 2019/2020 | Hellas    | 19,5 mil. Euro  |  | 3.     | Rui Costa             | 2001/2002 | Milán           | 41,32 mil. Euro |
| 4.     | Giovanni Simeone | 2017/2018 | Janov     | 17 mil. Euro    |  | 4.     | Federico Bernardeschi | 2017/2018 | Juventus        | 40 mil. Euro    |
| 5.     | Nuno Gomes       | 2000/2001 | Benfica   | 17 mil. Euro    |  | 5.     | Gabriel Batistuta     | 2000/2001 | Řím             | 36,15 mil. Euro |
| 6.     | Mario Gómez      | 2013/2014 | Bayern    | 15,5 mil. Euro  |  | 6.     | Juan Cuadrado         | 2014/2015 | Chelsea         | 31 mil. Euro    |
| 7.     | Christian Kouamé | 2020/2021 | Janov     | 15,5 mil. Euro  |  | 7.     | Nicolás González      | 2024/2025 | Juventus        | 28,1 mil. Euro  |
| 8.     | Arthur Cabral    | 2021/2022 | Basilej   | 15,5 mil. Euro  |  | 8.     | Francesco Toldo       | 2001/2002 | Inter           | 26,5 mil. Euro  |
| 9.     | Jonathan Ikoné   | 2021/2022 | Lille     | 15,4 mil. Euro  |  | 9.     | Stevan Jovetić        | 2013/2014 | Manchester City | 26 mil. Euro    |
| 10.    | Dodô             | 2022/2023 | Šachtar   | 15,4 mil. Euro  |  | 10.    | Felipe Melo           | 2009/2010 | Juventus        | 25 mil. Euro    |

## Nejlepší střelci v soutěžích
| Nejlepší střelci v lize (5 prvenství) | Nejlepší střelci v pohárech (9)                   | Nejlepší střelci v evropských pohárech (3) |
| ------------------------------------- | ------------------------------------------------- | ------------------------------------------ |
| Pedro Petrone (1931/32) 25 branek     | Gianfranco Petris (1959/60) 4 branky              | Kurt Hamrin (PVP 1960/61) 6 branek         |
| Aurelio Milani (1961/62) 22 branek    | Gianfranco Petris+ Luigi Milan (1960/61) 4 branky | Luciano Chiarugi (Stř.P. 1971/72) 5 branek |
| Alberto Orlando (1964/65) 17 branek   | Kurt Hamrin+ Juan Seminario (1963/64) 4 branky    | Arthur Cabral (EKP 2022/23) 7 branek       |
| Gabriel Batistuta (1994/95) 26 branek | Kurt Hamrin (1965/66) 5 branek                    |                                            |
| Luca Toni (2005/06) 31 branek         | Gabriel Batistuta (1995/96) 8 branek              |                                            |
|                                       | Adrian Mutu (2009/10) 4 branky                    |                                            |
|                                       | Mario Gómez (2014/15) 4 branky                    |                                            |

## Na velkých turnajích

### Vítězové Mistrovství světa
- Mario Pizziolo (MS 1934)
- Pietro Vierchowod (MS 1982)
- Giancarlo Antognoni (MS 1982)
- Daniele Massaro (MS 1982)
- Francesco Graziani (MS 1982)
- Giovanni Galli (MS 1982)
- Daniel Passarella (MS 1986)
- Luca Toni (MS 2006)

### Účastníci Mistrovství světa
- Augusto Magli (MS 1950)
- Egisto Pandolfini (MS 1950)
- Ardico Magnini (MS 1954)
- Amleto Frignani (MS 1954)
- Sergio Cervato (MS 1954)
- Armando Segato (MS 1954)
- Guido Gratton (MS 1954)
- Leonardo Costagliola (MS 1954)
- Enrico Albertosi (MS 1962)
- Enzo Robotti (MS 1962)
- Enrico Albertosi (MS 1966)
- Ugo Ferrante (MS 1970)
- Giancarlo De Sisti (MS 1970)
- Giancarlo Antognoni (MS 1978)
- Daniel Bertoni (MS 1982)
- Giovanni Galli (MS 1986)
- Roberto Baggio (MS 1990)
- Luboš Kubík (MS 1990)
- Dunga (MS 1990)
- Stefan Effenberg (MS 1994)
- Gabriel Batistuta (MS 1994)
- Francesco Toldo (MS 1998)
- Edmundo (MS 1998)
- Luís Oliveira (MS 1998)
- Gabriel Batistuta (MS 1998)
- Gabriel Batistuta (MS 2002)
- Nuno Gomes (MS 2002)
- Angelo Di Livio (MS 2002)
- Tomáš Ujfaluši (MS 2006)
- Hidetoshi Nakata (MS 2006)
- Alberto Gilardino (MS 2010)
- Riccardo Montolivo (MS 2010)
- Mario Bolatti (MS 2010)
- Per Krøldrup (MS 2010)
- Alberto Aquilani (MS 2014)
- Ante Rebić (MS 2014)
- Juan Cuadrado (MS 2014)
- Milan Badelj (MS 2018)
- Nikola Milenković (MS 2018)
- Szymon Żurkowski (MS 2022)
- Nikola Milenković (MS 2022)
- Luka Jović (MS 2022)
- Sufján Amrabat (MS 2022)

### Vítězové Mistrovství Evropy
- Enrico Albertosi (ME 1968)
- Giancarlo De Sisti (ME 1968)
- Zisis Vryzas (ME 2004)
- Gaetano Castrovilli (ME 2020)

### Účastníci Mistrovství Evropy
- Giancarlo Antognoni (ME 1980)
- Giovanni Galli (ME 1980)
- Francesco Toldo (ME 1996)
- Rui Costa (ME 1996)
- Francesco Toldo (ME 2000)
- Angelo Di Livio (ME 2000)
- Rui Costa (ME 2000)
- Predrag Mijatović (ME 2000)
- Tomáš Řepka (ME 2000)
- Alessandro Gamberini (ME 2008)
- Tomáš Ujfaluši (ME 2008)
- Adrian Mutu (ME 2008)
- Sébastien Frey (ME 2008)
- Riccardo Montolivo (ME 2012)
- Federico Bernardeschi (ME 2016)
- Ciprian Tătărușanu (ME 2016)
- Jakub Błaszczykowski (ME 2016)
- Nikola Kalinić (ME 2016)
- Milan Badelj (ME 2016)
- Nikola Milenković (ME 2024)
- Antonín Barák (ME 2024)

### Vítězové Copa América
- Dunga (CA 1989)
- Gabriel Batistuta (CA 1993)
- Matías Fernández (CA 2015)
- Claudio Pizzaro (CA 2015)
- Germán Pezzella (CA 2021)
- Lucas Martínez Quarta (CA 2021)
- Lucas Martínez Quarta (CA 2024)
- Nicolás González (CA 2024)

### Účastníci Copa América
- Gabriel Batistuta (CA 1995)
- Juan Manuel Vargas (CA 2011)
- Juan Manuel Vargas (CA 2015)
- Neto (CA 2015)
- Facundo Roncaglia (CA 2016)
- Matías Vecino (CA 2016)
- Luis Muriel (CA 2019)
- Germán Pezzella (CA 2019)
- Erick Pulgar (CA 2021)
- Martín Cáceres (CA 2021)

### Vítěz Afrického poháru národů
- Christian Kouamé (APN 2023)

### Účastníci Afrického poháru národů
- Hany Said (APN 2004)
- Houssine Kharja (APN 2012)
- Mounir El Hamdaoui (APN 2013)
- Sufján Amrabat (APN 2021)

### Vítězové Olympijských her
- Alfonso Negro (OH 1936)
- Achille Piccini (OH 1936)

### Účastníci Olympijských her
- Egisto Pandolfini (OH 1952)
- Corrado Viciani (OH 1952)
- Daniele Massaro (OH 1984)
- Riccardo Montolivo (OH 2008)
- Nikola Gulan (OH 2008)
- Houssine Kharja (OH 2012)
- Neto (OH 2012)
- Christian Kouamé (OH 2020)
- Lucas Beltrán (OH 2024)

## Česká stopa

### Hráči
- Luboš Kubík (1989–1991)
- Tomáš Řepka (1998–2001)
- Tomáš Ujfaluši (2004–2008)
- Ondřej Mazuch (2007–2009)
- Jan Hable (2007–2009)
- Martin Graiciar (2018–2021)
- Antonín Barák (2022–)